# Produit dérivé (marketing)
Pour les articles homonymes, voir Produit dérivé.
 (juin 2025).
 (juin 2025).
Si vous disposez d'ouvrages ou d'articles de référence ou si vous connaissez des sites web de qualité traitant du thème abordé ici, merci de compléter l'article en donnant les références utiles à sa vérifiabilité et en les liant à la section « Notes et références ».

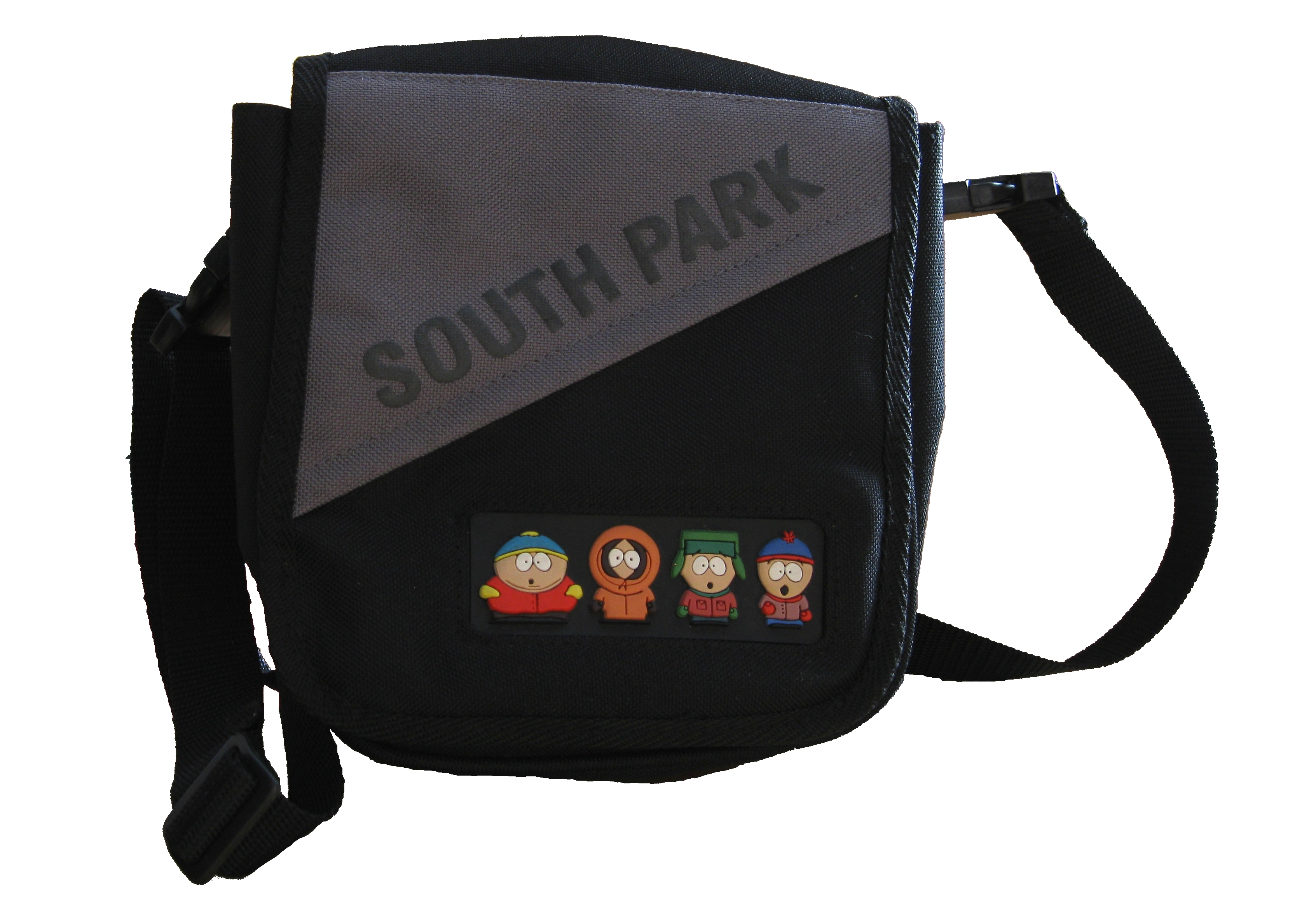
Un produit dérivé de la série télévisée South Park.

Un produit dérivé est, en marketing, un produit issu d'une œuvre et s'appuyant sur la notoriété de l'œuvre pour vendre. Du point de vue de la propriété intellectuelle, c'est un travail dérivé.
Le premier à avoir exploité à grande échelle la notion de produit dérivé dans le monde du cinéma fut Kay Kamen, qui débarqua un jour de 1932 dans le bureau de Walt Disney pour lui vendre le concept. Il lança l'année suivante la montre Mickey, qui devait se vendre en 2 ans à 2 millions et demi d'exemplaires.
Plus tard George Lucas, en s'appuyant sur le succès de Star Wars (dont le premier opus date de 1977), passa des contrats pour produire figurines, jeux (jeux vidéo, jeux de rôle, jeu de bataille), bandes dessinées, romans, bande originale.
En 1978, accompagnant la promotion du film l'année précédente, on voit apparaître les figurines articulées sous licence Kenner qui auront un succès retentissant auprès des jeunes spectateurs. George Lucas avait inauguré un nouveau marché, alliant le merchandising au cinéma. La 20th Century Fox avait concédé au jeune réalisateur les gains sur les produits dérivés, qui alors étaient considérés comme négligeables dans l'industrie.
La première œuvre à avoir pleinement intégré différents supports fut Pokémon, qui vit la sortie coordonnée d'un jeu de cartes à collectionner, d'une série animée, de jeux vidéo et d'un long-métrage d'animation.
« Un produit dérivé, ce peut être beaucoup de choses, du moment que cela découle d'autre chose » (éditorial de Neverland[Quoi ?] no 1). Il peut prendre des formes variées, qui vont de la figurine articulée à l'objet utilitaire. Le produit dérivé, ou proder (abréviation inventée pour Dixième Planète), est aussi à l'origine d'un phénomène de collection particulièrement développé aux États-Unis. Il est donc au cœur des conventions, caractérisées en outre par les dédicaces et le cosplay. On trouve des produits dérivés dans beaucoup de boutiques indépendantes ou franchisées et bien évidemment sur internet avec des magasins en ligne spécialisés.
Les franchises souvent associées à ces produits peuvent être des jeux vidéo (Zelda, Mario Bros, Call of Duty), des séries de films (Star Wars, Harry Potter, Toy Story) ou de dessins animés aussi bien destinés aux adolescents (Les Simpson, South Park) qu'aux enfants (Pat' Patrouille, Dora, Bluey, Peppa Pig).

## Œuvres dérivées
Dans un certain nombre de cas, les produits dérivés sont des œuvres de fiction, de même nature que l'œuvre originale ou de nature différente. Ainsi, un univers de fiction peut se décliner en long métrage, série télévisée animée ou filmée, roman, bande dessinée (notamment comics ou manga).